# ルル・タウン

ナヴァッサ島：ルル・タウンは南西岸に位置している

ルル・タウン (Lulu Town) は、アメリカ合衆国とハイチが領有権を主張しているカリブ海のナヴァッサ島にかつて存在した集落で、現在は無人化している。
ナヴァッサ島は、1857年9月19日にピーター・ダンカン (Peter Duncan) という船長が、1856年 8月18日付のグアノ島法に基づいてのアメリカ合衆国による領有を宣言した。ナヴァッサ島で見つかった豊富なグアノ資源を目当てにやって来た採掘にあたる鉱夫たちや監督たちの住居として、ささやかな集落が形成された。グアノはおもに内陸部から集められてルル・タウンに集積され、その後、アメリカ合衆国へ搬出された。
ナヴァッサ島における採掘は1900年ころには行なわれなくなり、集落はやがて無人化に至った。
ルル・タウンは、ルル湾に面しており、大きめの船の接岸が出来ない、凹凸の多い海岸が続いている。一帯を行き来するのは近隣のハイチからやってくる漁船などの小船である。